# Os Paspalhões em Pinóquio 2000
Os Paspalhões em Pinóquio 2000 é um filme brasileiro de 1982 e dirigido por Victor Lima.

## Sinopse
Inescrupuloso dono de uma fabrica de papel higiênico tenta arquitetar o seu plano de destruir todas as fabricas concorrentes para em seguida poluir os rios próximos às cidades, provocando assim um surto de diarreia. Tudo ia bem até os três biscateiros, Kiko, Bira e Curió, cruzarem seu caminho e resolvem agir em defesa da população.
O filme foi realizado em 1982, Não se sabe se tem haver com a classica história do Pinóquio.

## Elenco
- Rony Cócegas… Curió
- Olney Cazarré… Kiko
- Sidney Marques… Bira
- Milton Morais… Max
- Older Cazarré
- Alba Valéria…  Gracinha
- Dary Reis
- Humberto Catalano...Kara Mazursky
- Ricardo Blat… Cisky
- Dudu França
- Ted Boy Marino… Guarda
- Carlos Kurt… Executivo
- Fernando Reski… Otto